# Gaultheria erecta x reticulata
Gaultheria erecta x reticulata là một loài thực vật có hoa trong họ Thạch nam. Loài này được mô tả khoa học đầu tiên.

## Hình ảnh

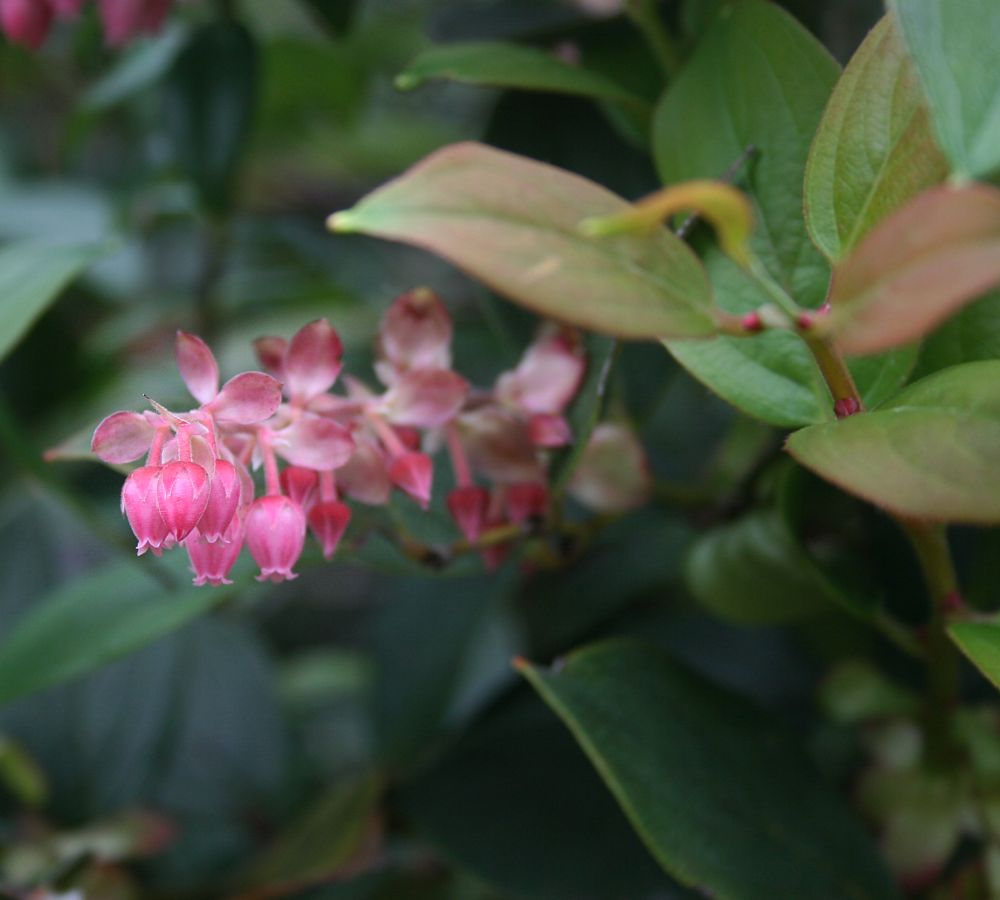
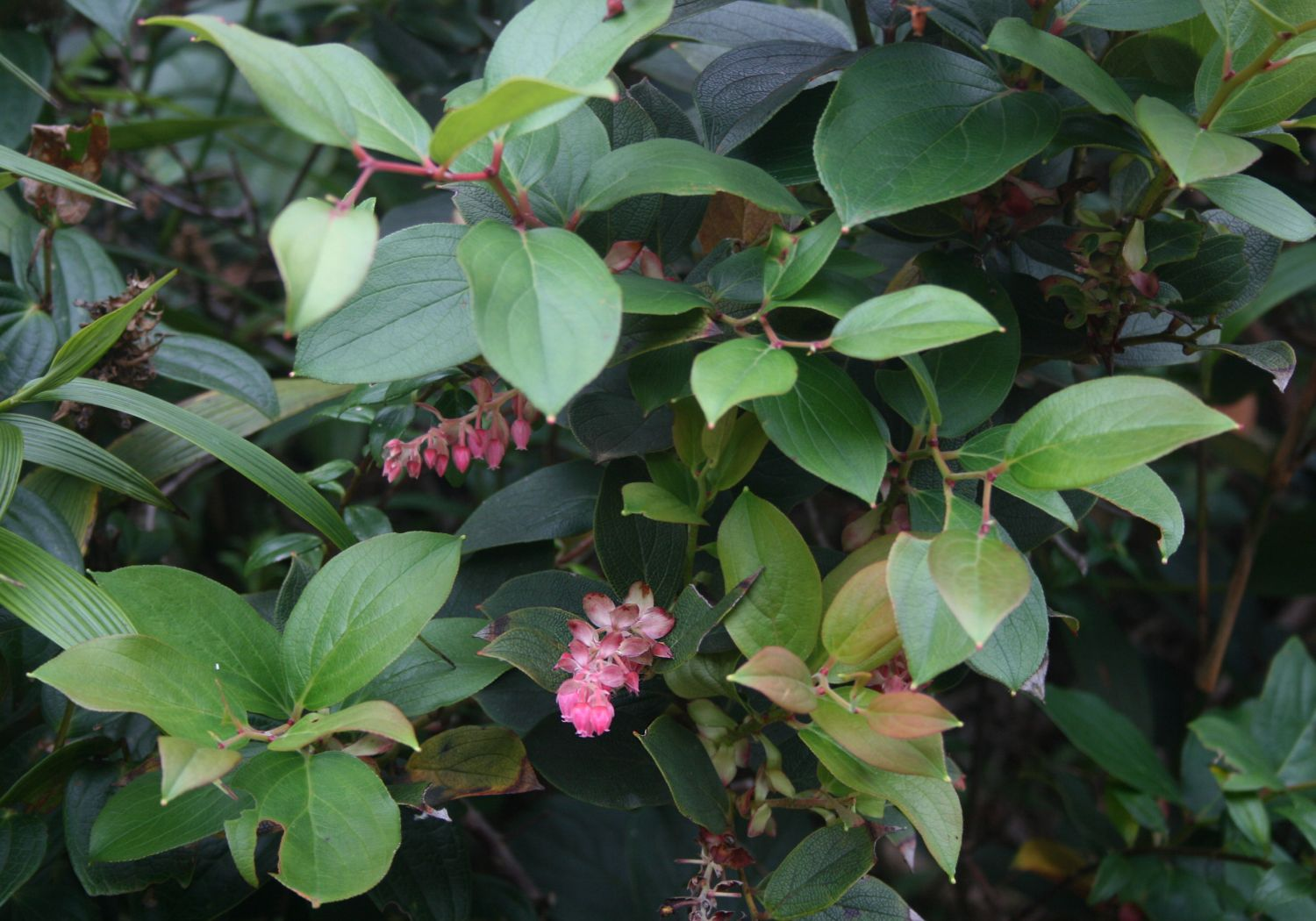
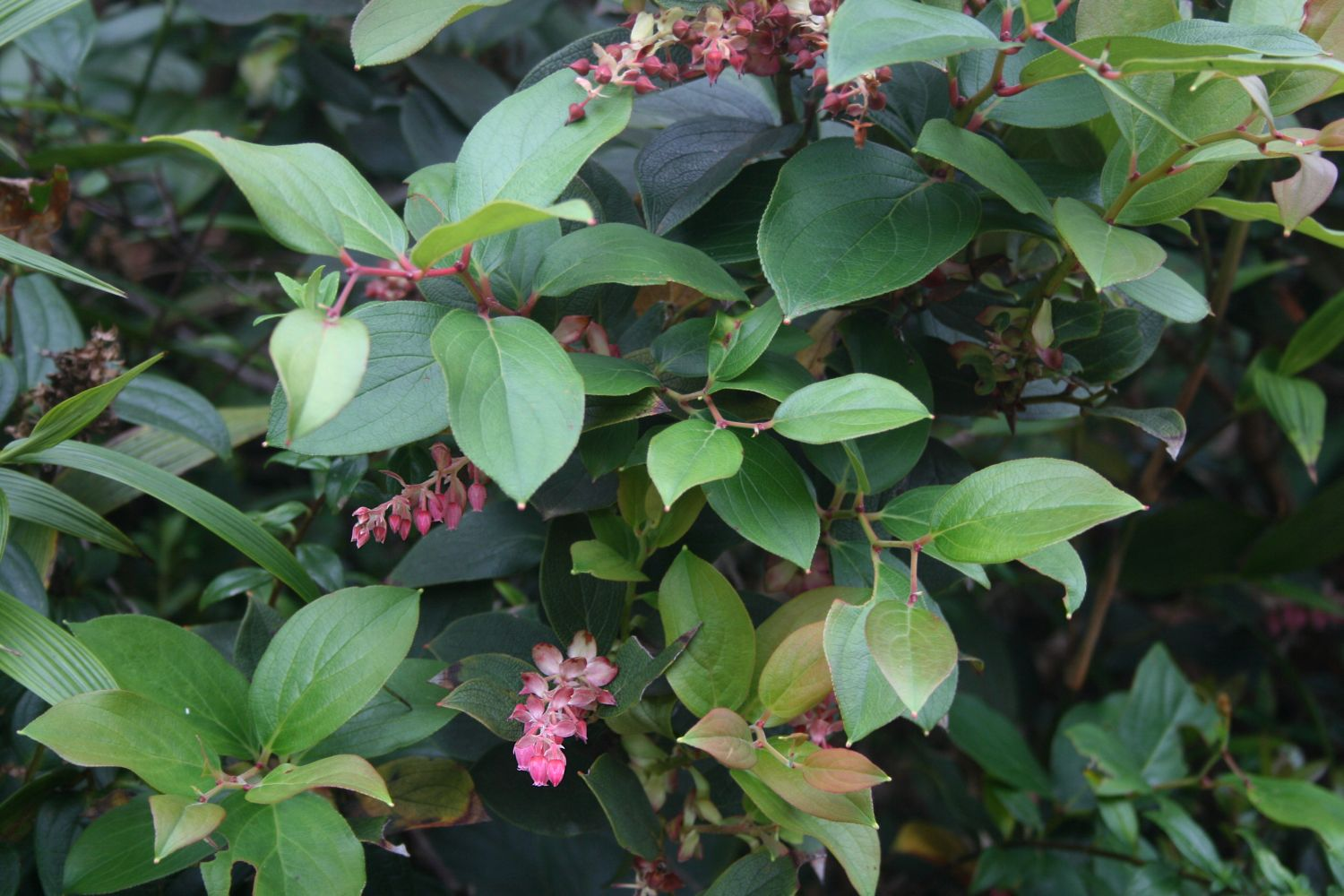